# Central de Autobuses del Puerto de Coatzacoalcos
La Central de Autobuses del Puerto de Coatzacoalcos es conocida como la "CAPCO" es la sede principal de Mobility ADO en la región sur del estado de Veracruz, además de otras empresas de transporte local o regional; Coatzacoalcos es una ciudad industrial petrolera, de las más importantes de México. 
CAPCO ofrece servicios de diversas líneas de primera clase, lujo, ejecutivo, y económico hacia diferentes ciudades del país, en esa terminal operan Autobuses de Oriente (ADO), Ómnibus Cristóbal Colón (OCC), ADO Platino/GL, Autobuses Unidos (AU), Autobuses (SUR), Autotransportes Rápidos del SUR, Transportes de los Tuxtlas (TLT), Transportes Sotavento y Transportes del Istmo.

## Ubicación
Se encuentra en la Avenida Juan Osorio López, en la esquina con la Carretera Transístmica al sur de la ciudad de Coatzacoalcos, Veracruz. 
En esa terminal hay estacionamiento, sitios de taxis, así como de transporte público colectivo.

## Historia

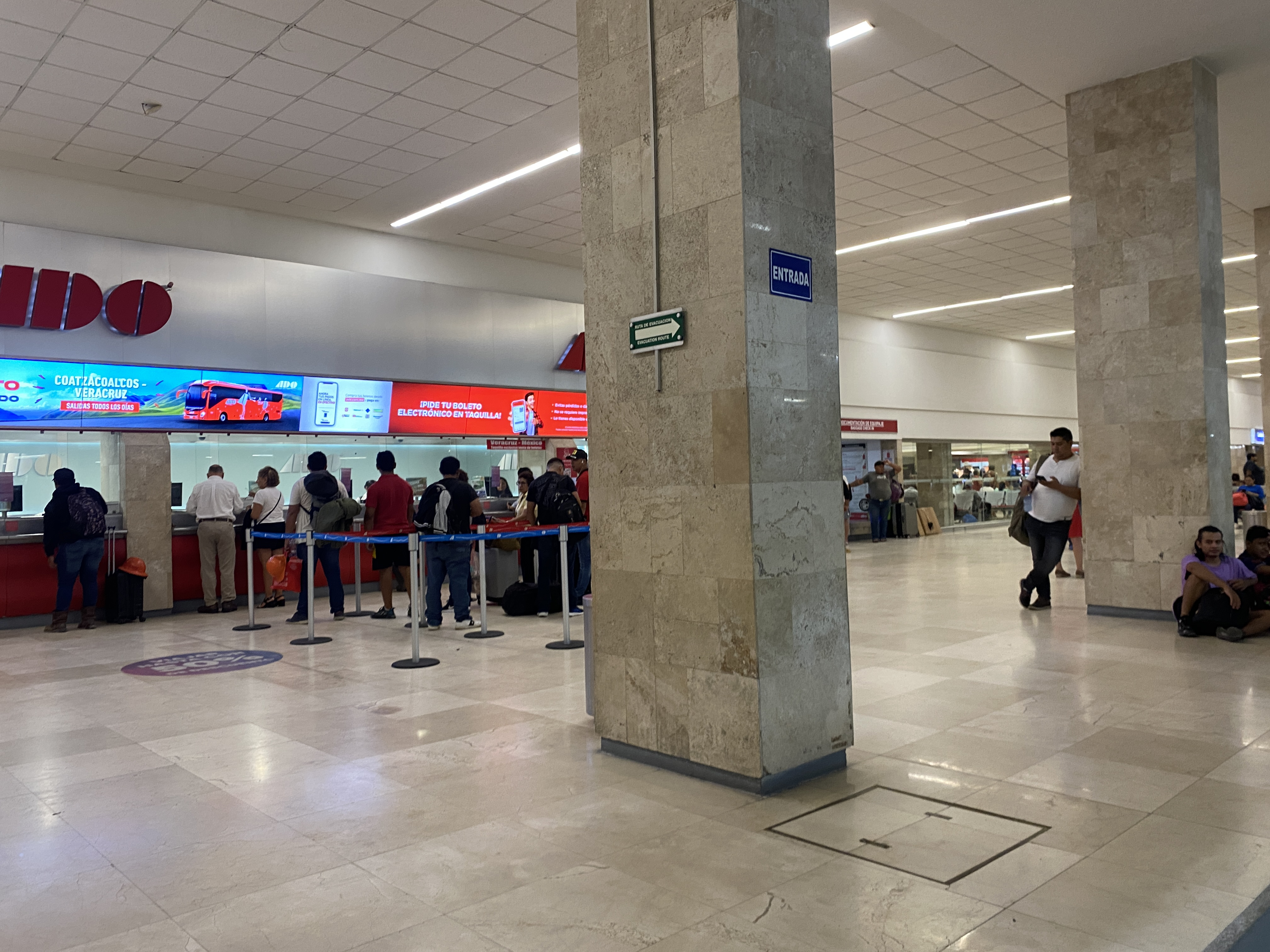
Taquilla de la central.

Desde su inauguración en este proyecto de la Central de Autobuses del Puerto de Coatzacoalcos concluida en 1987 y en 1989 se inicia las operaciones.
Es un rectángulo de largo dentro y fuera de la terminal de las dos plataformas primera y segunda clase, donde se realizan de las actividades salidas y llegadas, salas de espera, venta de boletos, sanitario, cafetería, y comercio, construida en una fachada y pasillo.
En septiembre de 2013 se inauguró la nueva Terminal ADO Alterna Coatzacoalcos que cuenta con los destinos Veracruz, Villahermosa y Ciudad del Carmen.

### Ampliación y modernización
En diciembre de 2012 se inició la ampliación y modernización de la Central de Autobuses del Puerto de Coatzacoalcos, debido a la saturación, ya que no es suficiente en temporadas altas y está muy limitada. cuenta con un estacionamiento ya modernizado y amplio, sala de espera exterior con asientos renovados, fachada, pasillo y taquillas nuevas, se limitó una parte para una sala de espera a pasajeros solo con boleto y la zona de andenes también fue modernizado. La remodelación de los trabajos concluyó en diciembre de 2015.
En abril de 2016 se reinauguraron con una nueva modernización con espacio de confort y diseño brindando mayor comodidad a sus usuarios. Y modernizó también con 11 taquillas con la más avanzada tecnología de comunicación y 17 oficinas administrativas. Además se rediseñó 1 nueva sala de lujo con un concepto Lounge. Y también con 2 salas de espera más 1 sala de lujo en donde se podrá disfrutar de internet gratuito, sistemas de entretenimiento, además de nuevas áreas comerciales con terrazas al aire libre, servicio de taxis y un amplio estacionamiento.

## Especificaciones de la terminal
- Número de andenes: 59 andenes + 1 andén de lujo
- Espacios de aparcamiento de autobuses:
- Superficie total de la terminal: 612,558 metros cuadrados
- Servicio de estacionamiento: Superficial
- Número de taquillas:30
- Locales comerciales: Subway, Burger King, Starbucks Coffee, 7 Eleven, Dunkin Donuts, Papa Johns Pizza, KFC, Tortas Locas HIPOCAMPO, Domino's Pizza, Panadería El Globo, Aden 7, Miescape, Revistas y Periódicos.
- Salas de espera: 4+1 de lujo

## Destinos
| Líneas de Autobuses         | Destinos |
| --------------------------- | --- |
| Autobuses de Oriente ADO    | Acayucan, Agua Dulce, Alvarado, Campeche, Cancún, Cárdenas, Chetumal, Cd. del Carmen, Cd. Lerdo, Córdoba, Cosamaloapan, Escárcega, Frontera, Jáltipan, Juchitán de Zaragoza, Las Choapas, Loma Bonita, Matías Romero, Mérida Centro Histórico, Ciudad de México TAPO, Ciudad de México Norte, Minatitlán, Nanchital, Oaxaca, Orizaba, Playa del Carmen, Poza Rica, Puebla CAPU, Salina Cruz, San Andrés Tuxtla, Tampico, Tehuacán, Tehuantepec, Tierra Blanca, Tulum, Tuxpan, Tuxtepec, Tuxtla Gutiérrez, Veracruz CAVE, Villa Isla, Villahermosa, Villahermosa Aeropuerto, Xalapa, Xpujil. |
| Ómnibus Cristóbal Colón OCC | Acayucan, Arriaga, Cosamaloapan, Huixtla, Ciudad de México TAPO, Ciudad de México Norte, Minatitlan, Puebla CAPU, Santa Cruz, Tapachula, Tonalá, Tuxtepec, Tuxtla Gutiérrez. |
| OCC Conecta                 | Tuxtla Gutiérrez, San Cristóbal De Las Casas. |
| ADO Platino/GL              | Cancún, Cárdenas, Cd. del Carmen, Comitán, Juchitán de Zaragoza, Mérida CAME, Ciudad de México TAPO, Ciudad de México Norte, Ciudad de México Terminal Ejecutiva Sur, Minatitlán, Playa del Carmen, Poza Rica, Puebla CAPU, Reynosa, Salina Cruz, San Cristóbal de las Casas, Tampico, Tehuantepec, Tuxtla Gutiérrez, Veracruz CAVE, Villahermosa, Xalapa. |
| ADO Aeropuerto              | Cárdenas, Ciudad Del Carmen, Comalcalco, Frontera, Minatitlan, Nanchital, Paraíso, Tuxtla Gutiérrez, Villahermosa. |
| Autobuses Unidos AU         | Acayucan, Arriaga, Bacalar, Cancún, Cardenas, Carrillo Puerto, Comalcalco, Córdoba, Cosamaloapan, Escarcega Intermedio, Escuintla, Huixtla, Joachin, Juchitán de Zaragoza, Mapastepec, Matías Romero, Ciudad de México TAPO, Minatitlán Orizaba, Pijijiapan, Paraíso, Playa del Carmen, Puebla CAPU, Tapachula, Tierra Blanca, Tulum, Tonala, Veracruz CAVE, Villahermosa. |
| JAPI                        | México Encuentro Oceanía, México Reforma y Puebla Soriana. |
| Autobuses SUR               | Acayucan, Arriaga, Boca Del Monte, Cardenas, Chauites, Ciudad Del Carmen, Ciudad Ixtepec, Comalcalco, Cosoleacaque, El Espinal, Frontera, Ixtaltepec Jaltipan, Juchitan de Zaragoza, La Venta (OAX), La Venta (TAB), La Ventosa, Minatitlán, Matias Romero, Palomares, Salina Cruz, Santiago Niltepec, Sayula de Alemán, Tapanatepec, Tehuantepec, Villahermosa, Zanatepec. |
| Autobuses Rápidos del SUR   | Las Choapas, Raudales Malpaso, Tuxtla Gutiérrez. |
| Transportes Los Tuxtlas TLT | Acayucan, Alvarado, Angel R. Cabadas, Boca del Río, Catemaco, Cd.Lerdo, Cosoleacaque, Hueyepan de Ocampo, Jáltipan, Juan Díaz Covarrubias, Minatitlán, Paso del Toro, San Andrés Tuxtla, Santiago Tuxtla, Veracruz CAVE. |
| Transportes Sotavento       | Acayucan, Agua Dulce, Alvarado, Angel R. Cabadas, Boca del Río, Catemaco, Cd.Lerdo, Cosoleacaque, Hueyepan de Ocampo, Ixhuatlan del Sureste, Jaltipan,Jesus Carranza, Juan Diaz Covarrubias, Las Choapas, Minatitlan, Moloacan, Mundo Nuevo, Nanchital, Paso del Toro, Pajapan, San Andrés Tuxtla, Santiago Tuxtla, Sayula de Alemán, Soteapan Suchilapan, Veracruz CAVE, Villahermosa. |
| Transportes del Istmo       | Acayucan, Agua Dulce, Alvarado, Angel R. Cabadas, Boca del Río, Catemaco, Cd.Lerdo, Cosoleacaque, Hueyepan de Ocampo, Ixhuatlan del Sureste, Jaltipan, Juan Diaz Covarrubias, Las Choapas, Minatitlan, Moloacan, Mundo Nuevo, Nanchital, Oluta, Paso del Toro, Sayula de Alemán, San Andrés Tuxtla, Santiago Tuxtla, Texistepec, Veracruz CAVE. |

## Transporte público de pasajeros
- Transporte colectivo
- Servicio de taxi